# Ян Ритв'янський
Ян Ритв'янський, також Ян із Ритв'ян гербу Ястшембець (нар. 1422 — пом. 1478/1479) — державний діяч, дипломат Королівства Польського, великий маршалок коронний (1462—1477), каштелян сандомирський (1474—1478), воєвода краківський (1477—1478); староста сандомирський (1451—1478), люблінський (1462—1470).

## Життєпис
Народився Ян 1422 року в родині на той час каштеляна завихостського Марціна з Ритв'ян і Дороти Тарновської, доньки Краківського воєводи та каштеляна Яна з Тарнова. У батьків було, за різними даними, загалом до 20 дітей, з яких є відомості про чотирьох — Яна та його братів Джерслава, Міколая і Войцеха. Ян був також близьким родичем (двоюрідним онуком) примаса Войцеха Ястшембця, став одним із його спадкоємців (1436). Використовував придомок «з Ритв'ян» від назви села в Сандомирському повіті.
Протягом 1431—1435 років навчався у Кракові. Спочатку, як і старший брат Джерслав, імовірно, за наполяганням родича-примаса, обрав духовну кар'єру та, за допомогою останнього, отримав перед 1434 роком посаду каноніка ґнєзненського, а перед 1439 роком став каноніком ленчицьким. 1441 року записався до Краківського університету, де навчався до 1445 року. 1445 року зрікся обох каноній на користь свого брата Войцеха. Ймовірно, перспектива політичної кар'єри взяла гору.
Світська кар'єра та діяльність Яна підпорядковувалися сімейній стратегії, яку до початку 1450-х років формував його старший брат Джерслав. Від 1442 року вони отримали права на староство сандомирське, хоча перша згадка саме про Яна як про старосту датується 1451 роком. Під час безкоролів'я після загибелі Владислава Варненчика, брати підтримували кандидатуру Казимира Ягеллончика на престол.
Восени 1453 року, коли після від'їзду короля до Литви стався конфлікт з князем Янушем Освенцімським, Ян Ритв'янський брав участь у поході під проводом воєводи краківського Яна Тенчинського. Він рішуче підтримував королівську політику щодо Пруссії. У битві тевтонцями під Хойницями 18 вересня 1454 року вони з братом Міколаєм потрапили в полон, звідки Яна невдовзі звільнили. 1455 року був призначений проводити переговори з тевтонськими найманцями про здачу підконтрольних їм замків і про їхній перехід на польський бік. Наприкінці цього ж року він здійснив посольство до Бранденбургу.
На сеймі 1459 року Ян Ритв'янський був одним із лідерів опозиції, разом із Яном Амором Тарновським, Яном Мельштинським. На сеймі бурхливою та безкомпромісною промовою він звинуватив короля в кривдах шляхти, прихильності до литовців, корупції при карбуванні монет, зубожінні країни та, за словами Яна Длугоша, відмовився від імені Малопольщі від подальших грошових асигнувань для Прусської війни. Він також гостро критикував короля за надмірне податкове навантаження та слабкість судів; реакцію короля історик Адольф Павінський описав як «покірну». На тому ж сеймі він порушив ще одне важливе питання, яке стосувалося повернення до Мазовії Гоньондзького повіту, переданого литовцям імовірно 1401 року. З текстом його промови в рукописі XVII століття можна ознайомитися тут.
1461 року, під час суперечки щодо призначення краківського єпископа, Ян Ритв'янський спочатку зайняв єпископський замок в Ілжі, потім у червні виїхав разом з Мацеєм із Рацьонжу в посольство до Риму. Він повернувся до Кракова 16 січня 1462 року та доповів королю про посольство, запевнивши успішне вирішення справи, остаточне завершення якої папа Пій II доручив легату, що незабаром мав прибути. Суперечка спалахнула після прибуття легата Ієроніма з Криту (Ландо), який навпаки переконував короля підтримати кандидатуру Якуба з Сенна. Хоча король був невдоволений місією Ритв'янського, проте це не вплинуло на подальшу кар'єру останнього. Навесні цього року отримав посаду маршалка великого коронного.
1464 року Ян Ритв'янський займався разом із братом Джерславом і каштеляном краківським Яном Тенчинським об'їздом руських земель. У січні він перебував як комісар королівський у Львові, у лютому — в Галичі. Навесні 1465 року супроводжував короля під час його візиту до Русі. У березні 1466 року він був автором документа про розмежування сіл на Русі. Влітку 1466 року виставив власну хоругву під час прусського походу, у вересні брав участь у переговорах із Тевтонським орденом і укладенні другого Торунського миру, виступив його гарантом. Супроводжував короля під час поїздки до Королівської Пруссії 1468 року.
Навесні 1469 року він разом із іншими урядниками готував нову королівську подорож Руссю, прибувши до Львова майже на два місяці раніше монарха. У 1467 і 1470 роках він засідав у львівському суді, а 1469 року, перед зустріччю з королем, розглядав справи в Перемишлі. На листопадовому сеймі цього ж року Ян серед інших засвідчив присягу новообраного великого магістра ордену Генріха фон Плауена, на цьому ж сеймі він був призначений у склад посольства до Молдавії.
У вересні 1473 року брав участь у з'їзді з панами чеськими й угорськими в Опаві. 27 грудня був відряджений королем до капітули ґнєзненської з рекомендацією обрати архієпископом Якуба з Сєнна. У лютому 1474 року Ян Ритв'янський проводив переговори в Старій Весі з довіреними особами угорського короля Матвія Корвіна щодо вічного польсько-угорського миру, укладеного 21 лютого, і перемир'я між Угорщиною та Богемією. Приблизно в той же час отримав посаду каштеляна сандомирського. У вересні та жовтні того ж року він керував військовою кампанією в Сілезії проти угорської армії, зокрема, стояв із військом на околицях Вроцлава з 28 жовтня до початку грудня, проте так і не розпочав регулярної облоги. Це було результатом нестачі великих гармат, які затонули під час переправи армії через річку Одер. Полководцем він був досить посереднім, навіть був звинувачений, зокрема, Яном Длугошем, у зраді. Під час зустрічі королів — угорського Матвія Корвіна, чеського Владислава Ягеллончика та польського Казимира Ягеллончика, — під Вроцлавом, Ян Ритв'янський разом із примасом Збіґнєвом Олешніцьким були радниками польського монарха. Наприкінці того ж року, після приїзду короля до Радома, Ян брав участь у складанні та підписанні шлюбного контракту королівни Ядвіги та баварського герцога Георга.
У серпні 1475 року Ритв'янський у складі польської делегації брав участь у перемовинах із представниками угорського короля в Новому Сончі. 1476 року він супроводжував короля на вальний з'їзд прусських станів у Мальборку, звідки в липні вирушив посланцем короля до Ґданська. У серпні він разом з Казимиром вирушив на Пйотркувський сейм і це була остання його дипломатична місія й останній раз, коли він супроводжував короля під час подорожі землями. У травні-червні 1477 року на з'їзді у Новому Корчині він отримав посаду краківського воєводи. Ця номінація викликала протести, адже Ян одночасно обіймав дуже високі посади — маршалка, каштеляна, воєводи та старости сандомирського. Тому в жовтні він поступився посадою маршалка великого коронного. На січневому сеймі 1478 року він зрікся староства сандомирського з усіма записами. У період з 23 лютого до кінця квітня воєвода сандомирський Якуб з Дембна принаймні 8 разів виступав публічно з титулом Краківського воєводи. Ймовірно, це був своєрідний тиск на короля з метою відібрати одну з посад у Ритв'янського.
Ян написав заповіт, за яким, зокрема, 2 тисячі угорських флоренів заповів Бешовському монастирю на будівництво костелу; більшу частину маєтку успадкувала єдина донька Єва. Заповіт був засвідчений у земському суді в Сандомирі 12 лютого 1478 року, і це була остання його публічна поява. Останні місяці життя провів у Ритв'янах, був ще живий 10 серпня 1478 року. Помер, очевидно, на переломі 1478/1479 років.

## Маєтності та фундації
Ян Ритв'янський володів численними маєтками в Малопольщі, насамперед Ритв'янами, які отримав від примаса Войцеха Ястшембця, та іншими маєтками на Підгаллі. Також, майже все життя (?1442, 1451—1478) володів староством сандомирським, був старостою люблінським протягом 1462—1470 років.
27 грудня 1477 року в Сандомирі брати Джерслав і Ян Ритв'янські видали фундаційний акт на вівтар Святих Невинних немовлят у Сандомирській катедрі. Вони виділили на нього 40 гривень чиншу з сандомирського мита, яке вони купили в короля за 1000 гривень. Також, вони надали значні маєтки монастирю паулінів у Бешовій. Після смерті старшого брата Ян повторив пожертвування і відмовився від права патронату над монастирем, оскільки не мав спадкоємця чоловічої статі. Він виділив 100 флоринів Яну Длугошу на фундацію кляштору картузіанців на Бєланах біля Кракова.

## Сім'я
Був одружений з Анною з Воцехува, доньці Яна зі Щекоцинів, старости люблінського. Мали єдину доньку Єву, яка вийшла заміж за Міколая "Взруда" Курозвенцького.